# Anna Maria Bernini
Anna Maria Bernini (n. 17 august 1965, Bologna, Italia) este o politiciană italiană.